# 卓里克圖汗
卓里克图汗（1359年—1391年 ）是鞑靼的首位君主，第18代蒙古大汗，據《黃金史》說法，也是大元国号停用后第一位可汗，1388年至1391年在位4年。蒙古史籍未載其名，而同時期的明朝和帖木兒帝國史料紀錄其名為也速迭儿。

## 生平
也速迭儿是阿里不哥的后裔，开始和瓦剌联合，与北元对抗。捕鱼儿海之战后，他在土拉河袭杀了脱古思帖木儿、天保奴，于是和部下佥枢密院事安达纳哈出在漠北称雄，势力抵达东北。他的儿子恩克汗失败后，大汗之位回到元顺帝之孙额勒伯克手中。他的活动地区被瓦剌部以及阿苏特部阿鲁台占据。

## 爭議
《蒙古源流》等史书记载有所谓“恩克卓里克图汗”，称其为兀思哈勒可汗的长子。《蒙古源流》还称其生于己亥年（1359年）。但是根据罗卜藏丹津《黄金史》和善巴《阿萨喇克齐史》，1388年至1391年在位的卓里克图汗、与之后的恩克汗是两代可汗。波斯文《武功记》和《突厥系谱》等史籍也均记载有两代可汗，名称接近也速迭儿（یسودار, yīsūdār）和恩克；根据明朝《实录》和《华夷译语》等史料，也速迭儿是阿里不哥后裔，他杀死了脱古思帖木儿（即兀思哈勒可汗）及其长子天保奴。另外，根据明朝史料，从脫古思帖木兒到坤帖木兒是“五代”可汗，这也是卓里克图可汗和恩克可汗是两代可汗的佐证。而佚名《黄金史纲》只记卓里克图汗，在其过世到额勒伯克即位之间有四年的空缺。衮布扎布《恒河之流》虽也记录了卓里克图汗，但将恩克汗和额勒伯克汗混为一人。岡田英弘、薄音湖、乌兰等学者综合各种史料推断，卓里克图汗正是也速迭儿，他杀死兀思哈勒可汗篡夺汗位，而不是继承汗位。卓里克图汗死后，恩克汗继位。根据波斯文史料，恩克汗是也速迭儿之子。

## 影視形象

### 劇集
- 林峯：香港無綫電視《覆雨翻雲》（2006年）

### 引用
1. ↑  黎東方. 《細說元朝》. 二六 〈蒙古可汗與元朝皇帝的名單〉.傳記文學出版社 . 1981年: 第215頁.
2. ↑  中國蒙古史學會 (编). . 中華人民共和國: 內蒙古大學出版社. : 第296頁. ISBN 9787810741149. （原始内容存档于2021-09-04） （中文）. 也速迭兒在位四年，1391卒,蒙古汗號為卓里克圖可汗(Joriyuu gayan)。
3. ↑  札奇斯欽《蒙古黃金史譯註》（聯經，1979）第192至194頁：“兀思哈勒（Uskhal）可汗……龍兒年[戊辰，洪武二十一年，一三八八]殯天。/其後就在這一年，卓里克圖（Jorightu）可汗卽大位。在位四年。羊兒年[辛未，一三九一]殯天。恩克（Engke）可汗在位四年。/其後就在這狗兒年（甲戌，一三九四年），額勒伯克（Elbeg）可汗卽大位。”
4. ↑  朱风、贾敬颜《汉译蒙古黄金史纲》（内蒙古人民出版社，1985）第50至51页：“乌斯哈勒可汗……龙年（戊辰，公元1388年）殁。/同<龙>年，卓里克图可汗继承大位，历四年，羊年（辛未，公元1391年）殁。/狗年（甲戌，公元1394年），额勒伯克尼古哷苏克齐可汗继承大位。”相应蒙古语原文见该书第168页。
5. ↑   大明太祖高皇帝實錄卷之一百九十七. : 2956页. 故元丞相失烈門潛通塔失海牙等率其部下襲刼捏怯來至也速迭兒僉院安達納哈出所殺之其部下潰散詔令朵顏福餘等衛招撫之送大寧給與糧食仍還全寧居住
6. ↑  . : 第8頁.
7. ↑  《突厥系谱》简写英译本第218页：